# Moudaniá (dème)
Le dème de Moudaniá, en grec moderne : Δήμος Μουδανιών / Dímos Moudanión, est un ancien dème du district régional de Chalcidique, en Macédoine-Centrale, Grèce. Depuis 2010, il est fusionné au sein du dème de Néa Propontída.
Selon le recensement de 2011, la population du dème s'élève à 19 067 habitants.